# Тимофіївка шорстковолосиста
Тимофіївка шорстковолосиста, тимофіївка жорстковолосиста (Phleum hirsutum) — вид рослин з родини злакових (Poaceae); поширений у центральній і південній Європі та Закавказзі.

## Опис
Багаторічна рослина 45–60 см. Листки 3–9 мм шириною, м'які. Суцвіття широко-циліндричне, щільне, лопатеве, 5–6 см завдовжки і 8–9 мм завширшки, сіро-зелене з фіолетовим відтінком або темно-фіолетове до майже чорного. Колоскові луски 4.5–5 мм довжиною, з остеподібним закінченням до 2 мм завдовжки, тільки на кілі з довгими віями. Кореневища короткі. Листові пластини завдовжки 10–20 см. Суцвіття — волоть завдовжки 4–7 см.

## Поширення
Поширений у центральній і південній Європі та Закавказзі.
В Україні зростає в нижній частині субальпійського пояса Карпат — у східній частині Карпат.